# Esther de Cáceres

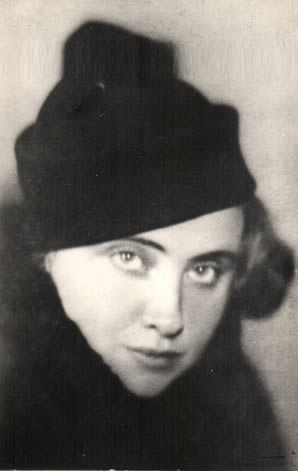
Esther de Caceres (ca. 1925)

Esther de Cáceres (* 4. September 1903 in Montevideo; † 3. Februar 1971 ebenda) war eine uruguayische Lyrikerin.

## Leben
Cáceres absolvierte bis 1929 ein Medizinstudium an der Universität von Montevideo, wirkte dann aber viele Jahre als Professorin für Literatur. Sie verfasste ein umfangreiches christlich geprägtes lyrisches Werk. 1933, 1934 und 1941 wurde sie mit dem Premio Nacional de Literatura ausgezeichnet.

## Werke
- Las ínsulas extrañas, 1929
- Libro de soledad, 1933
- El alma y el ángel, 1938
- Concierto de amor, 1944
- Madrigales, trances, saetas, 1947
- Paso de la noche, 1957
- Tiempo y abismo, 1965
- Canto desierto, 1969